# Herbert Gottschalk
Herbert Gottschalk (* 9. Juni 1919 in Kolowert/Wolhynien; † 13. März 1981 in Stuttgart) war ein deutscher Schriftsteller, der unter dem Pseudonym Ata Hajan schrieb.
1938 begann Gottschalk ein Medizinstudium in Berlin und wurde 1940 nach einem Studien in Mailand zur Wehrmacht einberufen. Nach drei schweren Verwundungen wurde Gottschalk 1942 zum Studium beurlaubt. Bis 1945 studierte er nun an den Universitäten Freiburg im Breisgau, Breslau, am Lyceum Hosianum in Braunsberg in Ostpreußen, dann an den Universitäten Königsberg und Göttingen Medizin, Philosophie, Psychologie, Kunstgeschichte, Geschichte und Literatur.
Bis 1949 setzte Gottschalk sein Studium in Göttingen fort und war danach als Schriftsteller und Verlagsredakteur tätig. Viele Jahre war er Leiter der Redaktion „Wissenschaft und Allgemein Bildung“ im Bertelsmann Verlag in Gütersloh. Ab 1965 redigierte er die „Zeiss-Informationen“ in der Firma Carl Zeiss. 1970 übernahm er die Leitung der Abteilung „Öffentlichkeitsarbeit“ in der Salamander AG. Ab 1974 leitete die Öffentlichkeitsarbeit der Informationsstelle Wirtschaft in Stuttgart. Gottschalk war Vorstandsmitglied und Landessprecher der Deutschen Public-Relations-Gesellschaft in Baden-Württemberg, ferner Mitarbeiter der „Blätter der Schule der Weisheit“ sowie der pädagogischen Monatsschrift „Unsere Schule“. 
Als eine seiner größten Arbeiten legte Gottschalk 1962 das Buch „Weltbewegende Macht Islam“ vor. Er unternahm damit den Versuch, ein breit angelegtes Bild der religiösen, kulturellen und politischen Wirklichkeit des Islam zu zeichnen.

## Werke (Auswahl)
- C. G. Jung. Colloquium, Berlin 1960 (= Köpfe des XX. Jahrhunderts, 17)
- Bertrand Russell. Colloquium, Berlin 1962 (= Köpfe des XX. Jahrhunderts, 26; auch ins Englische übersetzt)
- Weltbewegende Macht Islam. O. W. Barth, Weilheim 1962 (mit Zeichnungen von August Lüdecke)
- Kapitel Jugoslawien, in: Woanders lebt man anders. Praesentverlag Heinz Peter, Gütersloh 1962[1]
- Reich der Träume. Kulturgeschichte, Erforschung, Deutung. Bertelsmann, Gütersloh 1963 (mit Zeichnungen von Helmut Bibow und August Lüdecke)
- Der Aberglaube: Wesen und Unwesen. Bertelsmann, Gütersloh 1965
- Karl Jaspers. Colloquium, Berlin 1966 (= Köpfe des XX. Jahrhunderts, 43)
- Ungarn: Landschaft, Geschichte und Kultur. Kohlhammer, Stuttgart 1970
- Lexikon der Mythologie der europäischen Völker. Götter, Mysterien, Kulte und Symbole, Heroen und Sagengestalten der Mythen. Safari-Verlag, Berlin 1973
- Sonnengötter und Vampire. Mythen und Legenden aus Ägypten. Safari, Berlin 1978 (= Lexikon der Mythologie, Band 2)